# セキュリタリアン
『セキュリタリアン』（SECURITARIAN）は、1992年（平成4年）に創刊された防衛庁・自衛隊の月刊広報誌。『防衛アンテナ』の後継として財団法人防衛弘済会が発行し、防衛庁が編集協力していた。2006年（平成18年）9月10日発行の同年9月号で休刊（ISSN0918-2306）。誌名は防衛庁の造語で「安全保障人」という意味だと言う。

## 紙面構成等
- 関係者向けの論文や装備品の技術的解説が特徴だった『防衛アンテナ』に比べ、「日本の防衛を考える情報誌」とのキャッチフレーズでカラー写真やイラストを多用するなど、一般国民向けの誌面づくりとし、「読まれる広報誌」を目指した[1]。
- 自衛隊の重要問題を紹介する「特集（TOPICS）」、部隊紹介の「自衛隊ルポ」を中心として装備品紹介や専門家によるコラム、著名人へのインタビューなど70ページ弱で構成されていた。なお、現職の自衛官・防衛庁職員が制度の解説やインタビューに応じる形で毎号多数登場するが、ここで述べた意見は個人な見解であるという旨の注意書きがあった。
- 創刊当時は自衛隊でもパイロットなどに女性自衛官（婦人自衛官）が進出したり、防衛大学校が女子学生の受け入れを開始したりするなど話題となっていたため、本誌担当広報課長の提案で「防衛庁OL百人委員会」が立ち上げられ、女性向けのページも設けられた。内容は労働意識、セクハラ、人事処遇などへも言及したものである[2]。
- 初期には阪神・淡路大震災でのマスコミ報道への反論記事[3]や一般的な自衛隊報道への反論[4]など、冷戦期の日陰者扱いの尾を引きずる形で自衛隊について正確な報道をしないと感じられていたため、マスコミ批判の紙面が見られたが、後期には部隊紹介や時々のトピックをわかりやすく淡々と伝える内容となっていた。過去にAV女優や声優[5]などを登場させたこともある。
- 自衛隊の各部隊や都道府県立図書館、大学図書館等に配布されていたほか、個人でも防衛弘済会へ申し込むことで購入することが出来た。
- 創刊当初は2万部の発行部数を計画していた[1]。
- 本誌も原稿を自衛官に依頼する場合があり、5000円以上の自衛官への謝礼については倫理法第六条に基づき、自衛隊員倫理審査会議事録で当該自衛官の提出した「贈与等報告書」を審査する際言及されている[6]。

## 評価
- 読売新聞は「内局のキャリアに一年二年制服を着てもらって、部隊勤務をしてもらうのも必要」などといった「本音」についても触れていると評した[1]。
- 内閣府政府広報室が1995年に行った調査にて、「広報活動の中で、あなたが今までに見たり、聞いたりしたものはありますか」との質問では本誌は回答者の3.6%が取り上げており、ビデオよりは高かったものの、「防衛白書」「各駐屯地・基地の記念日に関連する行事（航空祭など）」「パンフレット」に比べても低い結果となった[7]。
- 上述のように「読まれる広報誌」を目指して『防衛アンテナ』に比較し誌面が大幅に一般人を意識した内容に変わったが、兵頭二十八のような「記事はいっそうはがゆいものとなった」と言う評もある[8]。

## 休刊と絶版
セキュリタリアンは出版元から直接購入するものとして随意契約により防衛庁に毎号一定部数納入されていたが、公益法人との随意契約の見直しにより見直しの余地があるとされ、その結果休刊となった。なお、防衛弘済会から後継の広報誌は発行されていないが、扶桑社より防衛省編集協力による新雑誌『MAMOR（マモル）』が2007年1月21日創刊され、これが実質的な後継誌と言える。なお、防衛弘済会は2009年3月31日をもって出版事業を終了したため現在入手することは極めて困難となっている（外部リンクを参照）。